# Tetraloniella glabricornis
Tetraloniella glabricornis là một loài Hymenoptera trong họ Apidae. Loài này được Cameron mô tả khoa học năm 1908.